# Karsten Alnæs

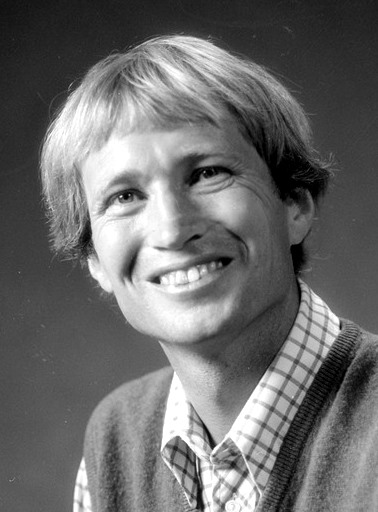
Karsten Alnæs

Karsten Alnæs (Hønefoss, 29 mei 1938) is een Noorse geschiedkundige, journalist en schrijver.
Alnæs is vooral bekend vanwege zijn omvangrijke werk "De geschiedenis van Europa" (4 delen met tezamen circa 2500 bladzijden) waarin hij de periode vanaf 1300 tot de hedendaagse tijd beschrijft. Zijn werk is in vele talen vertaald, waaronder het Nederlands.